# Шоранш
Шоранш (фр. Choranche) насеље је и општина у источној Француској у региону Рона-Алпи, у департману Изер која припада префектури Гренобл.
По подацима из 2011. године у општини је живело 130 становника, а густина насељености је износила 12,23 становника/km². Општина се простире на површини од 10,63 km². Налази се на средњој надморској висини од 230 метара (максималној 1.200 m, а минималној 200 m).

## Демографија
| 1962. | 1968. | 1975. | 1982. | 1990. | 1999. | 2011. |
| ----- | ----- | ----- | ----- | ----- | ----- | ----- |
| 147   | 149   | 115   | 130   | 132   | 130   | 130   |

График промене броја становника у току последњих година